# Y avait dix filles dans un pré

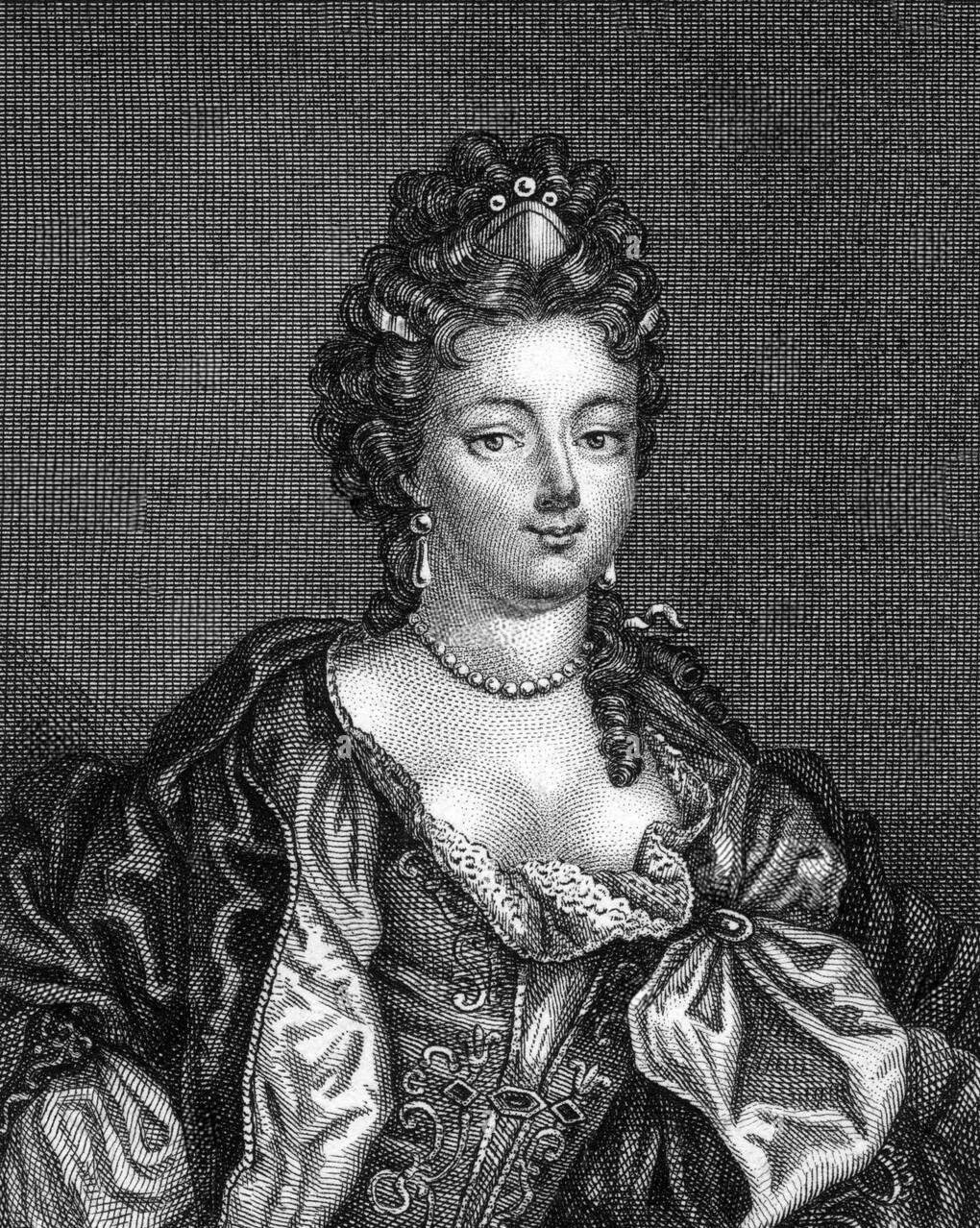
Louise-Bénédicte de Bourbon, duchesse du Maine (1676-1753), fille du prince du sang Henri-Jules de Condé.

Y avait dix filles dans un pré est une chanson populaire française du XVIIIe siècle, évoquant, sous la Régence, le choix d'une épouse par le jeune Louis XV ou le mariage scandaleux d'un bâtard de Louis XIV, Louis-Auguste de Bourbon — bien que le sujet précis demeure obscur.
Une version légèrement différente de celle qui s'est démocratisée aujourd'hui existait déjà dans les environs d'Honfleur en 1844, rapportée par le Globe du 17 septembre de cette année ; elle est citée comme une énigme dans une lettre d'Alfred de Musset à Ulric Guttinguer. Souvent datée du siècle des Lumières, ce que contesta Paul Bénichou, elle est un classique de la chanson enfantine.

## Paroles (fin duXIXesiècle)
Y avait dix filles dans un pré

Toutes les dix à marier.

Yavait Dine,

Y avait Chine,

Y avait Suzette et Martine.

Ah ! ah l

Catherinette,

Catherina !

Y avait la jeune Lizon,

La duchesse de Montbazon,

Y avait Madeleine

Et... puis la Dumaine.

Toutes les dix à marier

Le fils du roi vint à passer ;

Lorgna Dine

Lorgna Chine,

Lorgna Suzette et Martine.

Ah ! ah !

Catherinette,

Catherina !

Lorgna la jeune Lizon,

La duchesse de Montbazon,

Lorgna Madeleine

Embrassa... la Dumaine,

À toutes il fit un cadeau,

À toutes il fit un cadeau,

Bague à Dine

Bague à Chine,

Bague à Suzette et à Martine

Ah ! ah !

Catherinette,

Catherina !

Bague à la jeune Lizon,

La duchesse de Montbazon,

Bague à la Madeleine

Diamants à la Dumaine.

Puis il fallut s'aller coucher

Puis il fallut s’aller coucher

Paille à Dine,

Paille à Chine,

Paille à Suzette et à Martine,

Ah ah !

Catherinette,

Catherina !

Paille à la jeune Lizon,

La duchesse de Montbazon,

Paille à Madeleine,

Beau lit à la Dumaine.

Puis toutes il les renvoya

Puis toutes il les renvoya,

Chassa Dine,

Chassa Chine,

Chassa Suzette et Martine.

Ah ! ah !

Catherinette,

Catherina !

Chassa la jeune Lizon,

La duchesse de Montbazon,

Chassa Madeleine

Et garda... la Dumaine.

— Max Buchon, Chants populaires de la Franche-Comté, Recueil de comptines (Paris, 1878)

## Chez Gérard de Nerval
Voici ce qu'en dit Gérard de Nerval en 1852 dans La Bohème Galante :

« La route se prolongeait comme le diable, et l’on ne sait
trop jusqu'où le diable se prolonge. — Sylvain m’apprit
encore une fort jolie chanson, qui remonte évidemment à
l’époque de la Régence :
Y avait dix filles dans un pré [...]
Vous voyez, mon ami, que c’est là une chanson qu’il
est bien difficile de faire rentrer dans les règles de la
prosodie. -
Toutes les dix à marier [...]
La suite est la répétition de tous ces noms et l'augmentation progressive des galanteries de la fin. Quelle folie galante que cette ronde, et qu'il est impossible d'en rendre la grâce à la fois aristocratique et populaire ! Heureuse Dumaine ! heureux fils du roi! — Louis XV enfant, peut-être. »

Nerval, élevé dans la campagne de Mortefontaine, connaissait bien l'atmosphère d'un XVIIIe siècle rémanent chez les paysans du début du XIXe siècle ; il interprète du reste cette chanson comme originaire du pays de Valois, en Picardie.

## Dans la littérature
La comptine, bien que légèrement tombée en désuétude au XXIe siècle, est régulièrement citée dans la littérature pour son caractère entêtant, à l'instar de Trois jeunes filles (Jules de Marthold, 1886) ; de Pourquoi viens-tu si tard (Hervé Le Boterf, 1960) ; d'Ithaque ou le beau voyage (Constantin Cavafy et Vassili Karist, 2001)...